# Henning Schrader
Henning Schrader (* 25. September 1940 in Hannover) ist ein deutscher Politiker (CDU) und Mitglied des Niedersächsischen Landtages.

## Leben
Nach der Volksschule besuchte Henning Schrader das Hannoversche Humboldt-Gymnasium und legte dort 1960 das Abitur ab. Er verpflichtete sich bei der Bundeswehr als Soldat auf Zeit für zwei Jahre und wurde Oberleutnant der Reserve. Im Anschluss studierte er in Göttingen, Köln und Berlin Volkswirtschaft und schloss sein Studium 1967 in Göttingen als Diplom-Volkswirt ab. In den Jahren 1967 bis 1972 übernahm er Führungspositionen bei der Gesellschaft für Absatzförderung der Deutschen Landwirtschaft und der Centralen-Marketing-Gesellschaft der Deutschen Agrarwirtschaft in Bad Godesberg. Danach arbeitete er ab 1973 als freier Unternehmensberater überwiegend für Mittelstandsunternehmen. 
In die CDU trat Schrader im Jahr 1972 ein. Er übernahm den Aufsichtsratsvorsitz der Wasserversorgung Barsinghausen GmbH. Im Jahr 1974 wurde er erstmals in den Rat der Stadt Barsinghausen gewählt, und er übernahm dort ab 1979 den Vorsitz der CDU-Ratsfraktion.
Vom 21. Juni 1982 bis 20. Juni 1986 war er Mitglied des Niedersächsischen Landtages (10. Wahlperiode).
Er ist verheiratet und hat drei Kinder. 